# Emil Hegle Svendsen
Pour les articles homonymes, voir Svendsen.
Emil Hegle Svendsen, né le 12 juillet 1985 à Trondheim, est un biathlète norvégien quadruple champion olympique et douze fois champion du monde.
Quadruple champion du monde junior, il fait ses débuts sur la Coupe du monde en 2005-2006 et enregistre ses premières victoires dès la saison suivante. Il remporte quatre  titres olympiques, en s'imposant en  2010 à l'arrivée du 20 km individuel, et en  2014 dans la mass start, d'une spatule devant Martin Fourcade. En relais, il gagne l'or avec la Norvège dans le 4 × 7,5 km hommes à Vancouver en 2010 et dans la nouvelle compétition olympique mixte à Sotchi en 2014. 
Dans les championnats du monde qu'il dispute depuis 2007, Emil Hegle Svendsen compte au moins une médaille d'or dans chacune des six épreuves au programme (sprint, poursuite, individuel, mass start, relais hommes et relais mixte), totalise douze titres et vingt-et-une médailles en tout. Il réalise ses meilleurs Mondiaux à Nové Město en 2013 où il s'adjuge quatre titres. Il remporte également le globe de cristal de la coupe du monde 2009-2010 et quatre autres petits globes de spécialités. Après trois nouvelles médailles gagnées aux Jeux de PyeongChang pour compter huit podiums aux Jeux, il annonce sa retraite sportive en avril 2018, dans le même temps que son prestigieux coéquipier Ole Einar Bjørndalen. 

## Biographie

### Carrière junior
Svendsen dispute ses premiers championnats du monde junior en 2002 à Ridnaun-Val Ridanna en Italie. Il finit à la treizième place du sprint - course où Simon Fourcade termine deuxième, tout comme lors de la poursuite, dix-huitième de la poursuite et onzième avec le relais. L'année suivante, à Koscielisko, il obtient son premier podium avec la médaille de bronze de l'individuel, course remportée par Simon Fourcade, et de la poursuite. Lors des deux autres courses qu'il dispute, il termine septième du sprint et quatrième du relais.
En 2004, en Haute Maurienne, il remporte deux titres, en poursuite et en relais, termine sixième du sprint et quatorzième de l'individuel.
Simon Fourcade et Svendsen se partagent les titres des épreuves individuelles lors de l'édition de 2005 à Kontiolahti, Fourcade remportant la poursuite, Svendsen le sprint et l'individuel. Lors du relais, remporté par l'Allemagne, la Norvège termine au dixième rang.

### Débuts en coupe du monde
C'est à Brezno-Osrblie, en Slovaquie, qu'il débute en coupe du monde. Cette première étape se solde par un soixante-huitième place à l'individuel, une vingt-et-unième place en poursuite, et une cinquième en sprint. Il obtient deux nouveaux Top 10 à Ruhpolding avant de se voir offrir une place dans l'équipe norvégienne lors des Jeux olympiques de Turin, lors de l'épreuve du départ en masse, course dont il termine à la sixième place, avec deux pénalités, à 53 secondes 8 du vainqueur, l'Allemand Michael Greis.
La saison suivante, il obtient ses deux premiers podiums sur une course de coupe du monde en terminant troisième du sprint et deuxième du départ en masse de l'étape de Ruhpolding. Il obtient encore une troisième place lors de l'étape suivante de Pokljuka, en sprint. Lors des mondiaux de 2007, disputés à Antholz-Anterselva, il termine septième du sprint puis cinquième de la poursuite.

### Double champion du monde
Il doit attendre la saison suivante pour obtenir sa première victoire en coupe du monde : il gagne l'individuel de Pokljuka. Lors des Championnats du monde d'Östersund, il remporte ses deux premiers titres mondiaux, l'individuel en devançant Ole Einar Bjørndalen avec une seule minute de pénalité contre deux à son compatriote et le départ en masse, toujours devant Bjørndalen. Il termine également douzième du sprint et de la poursuite. Peu après ces championnats, il remporte trois autres courses de Coupe du monde. Il termine deuxième du classement général de l'individuel, derrière le Français Vincent Defrasne, et troisième du sprint. Il est également troisième du classement général de la coupe du monde, derrière Ole Einar Bjørndalen et le Russe Dmitri Iarochenko.

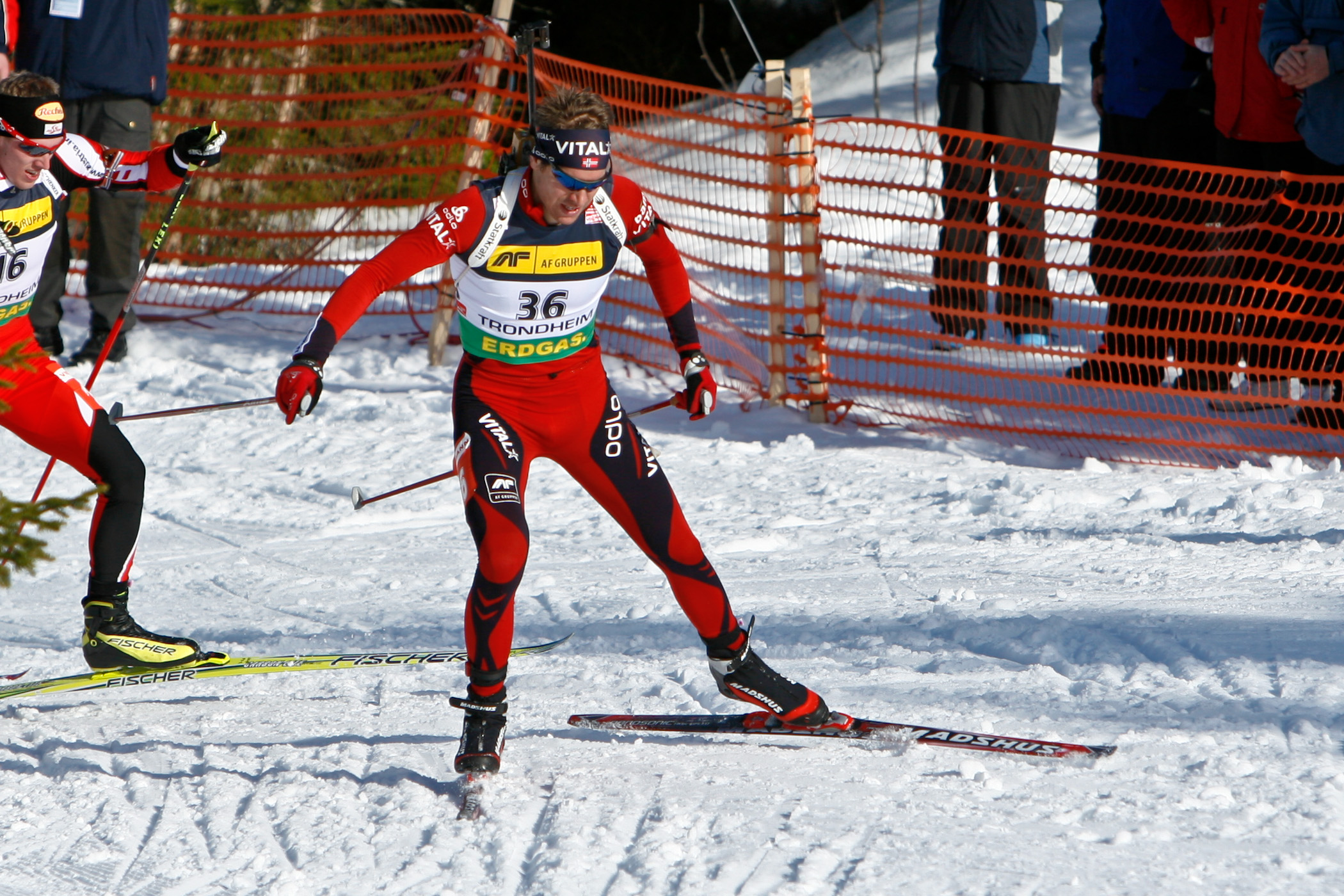
Emil Hegle Svendsen en 2009.

Il débute la coupe du monde 2008-2009 par trois podiums - victoire en sprint et deux troisième places en poursuite et individuel - lors de la première étape, à Östersund, puis deux nouvelles victoires lors de l'étape suivante, sprint et poursuite, à Hochfilzen. Il obtient quatre autres podiums, dont une victoire lors du sprint de Antholz-Anterselva, avant les championnats du monde de Pyeong Chang. Malade, il doit déclarer forfait lors de la première épreuve des mondiaux, le sprint, course remportée par Ole Einar Bjørndalen. Il ne dispute finalement qu'une seule épreuve individuelle, le départ groupé, terminant douzième. Lors du relais, dont il fait partie avec Lars Berger, Halvard Hanevold, et Ole Einar Bjørndalen, il termine premier. Il termine sa saison par une dernière victoire en poursuite à Khanty-Mansiysk. Il finit deuxième du classement de la poursuite, troisième du sprint et troisième du classement général, derrière Ole Einar Bjørndalen et le Polonais Tomasz Sikora.

### Champion olympique et numéro un mondial
Comme lors de la saison précédente, il obtient une victoire lors de la première étape de la coupe du monde 2009-2010 : il remporte l'individuel et termine également deuxième du sprint à Östersund. Il remporte encore trois autres victoires, poursuite à Hochfilzen, sprint et départ en masse à Ruhpolding, avant de rejoindre Vancouver pour les Jeux olympiques de 2010. Lors de la première épreuve, il termine deuxième avec une faute, à 12 secondes 2 derrière Vincent Jay. Deux jours plus tard, avec quatre fautes lors de la poursuite, il termine huitième à 52 secondes du vainqueur, le Suédois Björn Ferry. Il obtient son premier titre olympique en remportant l'épreuve de l'individuel : il termine avec une seule faute, soit une minute de pénalité, devançant Ole Einar Bjørndalen (deux fautes) et Sergey Novikov (sans fautes) de 9 secondes 5. Lors du départ en masse, il concède trois fautes et termine treizième. Troisième biathlète du relais norvégien composé de Halvard Hanevold, Tarjei Bø et Ole Einar Bjoerndalen, il réalise deux pioches. La Norvège remporte le titre olympique, en devançant l'Autriche de 38 secondes 6. Après les Jeux, il termine deux nouvelles fois sur un podium de coupe du monde. Il remporte le premier globe de cristal de sa carrière en remportant le classement général de la Coupe du monde, classement où il devance l'Autrichien Christoph Sumann et le Russe Ivan Tcherezov. Il remporte le petit globe récompensant le premier du classement du sprint et termine deuxième de l'individuel et du départ en masse.
Avec deux victoires et une deuxième place lors de la première étape de la coupe du monde 2010-2011, il se place comme l'un des principaux favoris à sa succession au classement général. Il doit ensuite attendre la quatrième étape, à Oberhof, pour un obtenir un nouveau podium. Il renoue avec la victoire lors de l'étape suivante, à Ruhpolding. il remporte ensuite ses quatrième et cinquième victoires de la saison à Fort Kent, dernière étape avant les championnats du monde de Khanty-Mansiysk. Après une cinquième place du sprint, il termine deuxième derrière le Français Martin Fourcade de la poursuite et devant son compatriote Tarjei Bø. Celui-ci remporte l'individuel, course où Svendsen termine quatrième. Après un relais où l'équipe norvégienne, composée de Ole Einar Bjørndalen, Alexander Os, Svendsen et Bø, remporte le titre devant la Russie et l'Ukraine, Svendsen est vainqueur de la dernière course, le départ en masse, devant le Russe Evgeny Ustyugov et l'Italien Lukas Hofer. Svendsen s'impose ensuite sur les deux dernières courses de la saison, à Oslo Holmenkollen, lors de la poursuite et du départ en masse. Le classement général est remporté par son compatriote Tarjei Bø, Emil Hegle Svendsen, malgré huit victoires contre cinq à Bø, terminant deuxième devant le Français Martin Fourcade. Ces trois biathlètes remportent seize des vingt-six courses de la saison. Svendsen remporte deux petits globes, l'individuel et départ en masse, termine deuxième du sprint et troisième de la poursuite.

### Rivalité avec Martin Fourcade
Tarjei Bø, malgré une victoire lors de la troisième étape, connaissant une perte de confiance dans son tir, Martin Fourcade et Emil Hegle Svendsen sont les deux principaux prétendants au globe de cristal du classement général 2011-2012. Avant les mondiaux de Ruhpolding, tous les deux remportent trois victoires, poursuite à Hochfilzen, sprint à Nove Mesto et départ en masse à Oslo Holmenkollen pour Svendsen. Martin Fourcade est alors en tête du classement général avec vingt-et-un points d'avance sur le Norvégien. Lors de ces mondiaux, il remporte le titre du relais mixte avec une équipe composée de Synnøve Solemdal, Tora Berger et Ole Einar Bjørndalen. Initialement deuxième, la Norvège est créditée d'un retrait de temps pour compenser un tour de pénalité effectué par Bjørndalen à la suite du dysfonctionnement d'une cible. Lors de la première épreuve individuelle, le sprint, il concède deux tours de pénalités. Cela lui permet toutefois de se classer deuxième derrière Martin Fourcade. Lors de la poursuite, il ne parvient pas à combler son retard initial sur le Français. Il régresse dans le classement en raison de son tir, quatre tours de pénalité au total, et termine cinquième d'une course de nouveau dominée par son principal concurrent au globe de cristal. Il reprend quelques points sur celui-ci lors de l'individuel en terminant huitième, contre vingt-cinquième à son rival. Les deux hommes se retrouvent de nouveau face à face lors du dernier relais de la course par équipe hommes. Parti avec un peu plus de 18 secondes, le Français se voit reprendre à l'issue du tir couché en raison de deux pioches contre un tir parfait du Norvégien. Celui-ci fait la différence au tir debout un réalisant de nouveau un tir sans faute, le Français devant piocher à trois reprises. Lors de la dernière course, le départ en masse, un premier tir couché avec deux tours de pénalité au premier tir couché le condamne à une course de poursuite derrière un groupe de biathlète où figure Martin Fourcade. Svendsen concède ensuite trois tours de pénalité lors des tirs debout et termine à la dix-huitième place. Martin Fourcade, en remportant son troisième titre mondial dans cette édition, porte alors son avance au classement général de la Coupe du monde à soixante-six points. Lors de la dernière étape de la Coupe du monde, disputée la semaine suivante à Khanty-Mansiysk, il termine cinquième du sprint puis troisième. Toutefois, son rival remporte ces deux courses pour s'assurer le globe du classement général. Lors de la dernière course, le départ en masse, il réussit une bonne performance au tir, avec seulement deux fautes dans des conditions venteuses, ce qui lui permet de terminer à la première place. Il termine ainsi au deuxième rang de la coupe du monde avec 1 035 points contre 1 100 à Martin Fourcade. Dans les classements par discipline, il est troisième de la poursuite, deuxième du sprint, de la poursuite et de départ en masse.
Malgré l'importante domination de Martin Fourcade lors de la saison 2012-2013 avec ses dix victoires et son deuxième globe consécutif, il se révèle être un des protagonistes majeurs des Championnats du monde disputés à Nove Mesto. Tout d'abord, il permet à la Norvège de gagner le relais mixte devant la France. Il devient ensuite champion du monde du sprint pour la première fois, Fourcade terminant 8 secondes derrière lui. Lors de la poursuite, le duel avec Fourcade tourne encore à son avantage s'imposant au sprint de seulement 2,4 cm sur la ligne. avec cette victoire, il a désormais remporté au moins un titre dans chaque discipline. Il continue sa moisson de médailles avec l'or au relais masculin qui finit avec plus d'une minute d'avance sur le relais français et une médaille de bronze à la mass-start qui sacre son compatriote Tarjei Bø.
Après un début de saison 2013-2014 réussi avec quatre victoires, Emil Hegle Svendsen arrive à Sotchi avec de grandes ambitions pour les épreuves olympiques. Cependant, ses résultats lors des trois premières courses ne sont pas à la hauteur de ses ambitions puisqu'il ne monte pas sur le podium du sprint, de la poursuite et de l'individuel, courses remportées par ses deux rivaux Ole Einar Bjoerndalen et Martin Fourcade. Néanmoins, Svendsen démontre qu'il est un grand champion en battant au sprint (comme aux mondiaux de 2013 lors de la poursuite) Martin Fourcade pour décrocher le titre sur la mass-start. Il obtient ensuite un quatrième titre olympique lors du relais mixte survolé par la Norvège, également composé de Tora Berger, Tiril Eckhoff et Ole Einar Bjørndalen. Lors de la dernière épreuve de ces Jeux (le relais messieurs), Svendsen craque alors qu'il arrivait en tête au pas de tir du dernier tir debout en qualité de dernier relayeur, ratant quatre fois la cible. Il laisse filer la Russie, l'Allemagne et l'Autriche, et finit au pied du podium. Cependant, Svendsen et la Norvège récupèreront la médaille de bronze du relais des Jeux 2014 dix ans plus tard, en 2024, à la suite de la disqualification de la Russie pour dopage. Il termine la saison 2013-2014 à la deuxième place au général derrière Martin Fourcade, et ceci pour la quatrième année consécutive, un record.
Lors des Mondiaux 2016 qui se déroulent dans son pays à Holmenkollen, Svendsen décroche la médaille de bronze dans la poursuite et l'or en relais masculin. Il arrête sa saison sur ces championnats et ne participe pas à la dernière étape de la Coupe du monde à Khanty-Mansiïsk.

### Jeux Olympiques 2018 et fin de carrière
Aux Jeux Olympiques 2018 de Pyeongchang, Emil Svendsen, qui n'avait alors pas fait mieux qu'une dixième place sur l'individuel, remporte la médaille de bronze sur la mass-start, épreuve dont il était tenant du titre, décrochant ainsi sa quatrième médaille olympique individuelle. Il gagne deux autres médailles d'argent avec l'équipe de Norvège sur le relais masculin et le relais mixte, totalisant huit médailles olympiques en quatre olympiades. Il annonce sa retraite sportive en fin saison, le 9 avril 2018.

## Palmarès

### Jeux olympiques
| Édition \ Épreuve                | Individuel                     | Sprint                             | Poursuite | Mass start                          | Relais                              | Relais Mixte                       |
| Jeux olympiques 2006 Turin       | -                              | -                                  | -         | 6e                                  | -                                   | Épreuve inexistante à cette date   |
| Jeux olympiques 2010 Vancouver   | Médaille d'or, Jeux olympiques | Médaille d'argent, Jeux olympiques | 8e        | 12e                                 | Médaille d'or, Jeux olympiques      | Épreuve inexistante à cette date   |
| Jeux olympiques 2014 Sotchi      | 7e                             | 9e                                 | 7e        | Médaille d'or, Jeux olympiques      | Médaille de bronze, Jeux olympiques | Médaille d'or, Jeux olympiques     |
| Jeux olympiques 2018 PyeongChang | 10e                            | 18e                                | 20e       | Médaille de bronze, Jeux olympiques | Médaille d'argent, Jeux olympiques  | Médaille d'argent, Jeux olympiques |

Légende :
- : première place, médaille d'or
- : deuxième place, médaille d'argent
- : troisième place, médaille de bronze
- - : Non disputée par Svendsen
- : épreuve non olympique

### Championnats du monde
| Mondiaux \ Épreuve      | Individuel                   | Sprint                       | Poursuite                    | Mass start                   | Relais                       | Relais mixte              |
| 2007 Antholz-Anterselva | -                            | 7e                           | 5e                           | -                            | -                            | Médaille de bronze, monde |
| 2008 Östersund          | Médaille d'or, monde         | 12e                          | 12e                          | Médaille d'or, monde         | Médaille d'argent, monde     | -                         |
| 2009 Pyeongchang        | -                            | -                            | -                            | 12e                          | Médaille d'or, monde         | -                         |
| 2010 Khanty-Mansiïsk    | Jeux olympiques de Vancouver | Jeux olympiques de Vancouver | Jeux olympiques de Vancouver | Jeux olympiques de Vancouver | Jeux olympiques de Vancouver | Médaille d'argent, monde  |
| 2011 Khanty-Mansiïsk    | 4e                           | 5e                           | Médaille d'argent, monde     | Médaille d'or, monde         | Médaille d'or, monde         | -                         |
| 2012 Ruhpolding         | 8e                           | Médaille d'argent, monde     | 5e                           | 17e                          | Médaille d'or, monde         | Médaille d'or, monde      |
| 2013 Nové Město         | -                            | Médaille d'or, monde         | Médaille d'or, monde         | Médaille de bronze, monde    | Médaille d'or, monde         | Médaille d'or, monde      |
| 2015 Kontiolahti        | Médaille d'argent, monde     | 36e                          | 19e                          | 15e                          | Médaille d'argent, monde     | -                         |
| 2016 Holmenkollen       | 32e                          | 17e                          | Médaille de bronze, monde    | 28e                          | Médaille d'or, monde         | -                         |
| 2017 Hochfilzen         | 27e                          | 36e                          | -                            | 28e                          | 8e                           | 8e                        |

Légende :
- : première place, médaille d'or
- : deuxième place, médaille d'argent
- : troisième place, médaille de bronze
- - : Non disputée par Svendsen

### Coupe du monde
- 1 gros globe de cristal en 2010.
- 4 petits globes de cristal :
  - Vainqueur du classement du sprint en 2010.
  - Vainqueur du classement de l'Individuel en 2011 et 2014.
  - Vainqueur du classement de la mass start en 2011.
- 134 podiums[34] :
  - 90 podiums individuels : 38 victoires, 21 deuxièmes places et 31 troisièmes places.
  - 36 podiums en relais : 21 victoires, 9 deuxièmes places et 6 troisièmes places.
  - 8 podiums en relais mixte : 5 victoires, 2 deuxièmes places et 1 troisième place.

#### Classements en Coupe du monde
| Saison    | Individuel | Individuel | Individuel | Sprint  | Sprint | Sprint   | Poursuite | Poursuite | Poursuite | Mass start | Mass start | Mass start | Général | Général | Général  |
| Saison    | Courses    | Points     | Position   | Courses | Points | Position | Courses   | Points    | Position  | Courses    | Points     | Position   | Courses | Points  | Position |
| --------- | ---------- | ---------- | ---------- | ------- | ------ | -------- | --------- | --------- | --------- | ---------- | ---------- | ---------- | ------- | ------- | -------- |
| 2005-2006 | 1/2        | -          | nc         | 7/10    | 120    | 21e      | 5/7       | 52        | 32e       | 4/6        | 117        | 7e         | 17/26   | 289     | 22e      |
| 2006-2007 | 2/4        | -          | nc         | 8/10    | 158    | 14e      | 6/7       | 154       | 12e       | 3/6        | 69         | 18e        | 19/27   | 381     | 17e      |
| 2007-2008 | 2/3        | 100        | 2e         | 8/10    | 253    | 3e       | 6/8       | 210       | 6e        | 4/5        | 124        | 5e         | 20/26   | 687     | 3e       |
| 2008-2009 | 2/4        | 72         | 14e        | 7/10    | 318    | 3e       | 6/7       | 308       | 2e        | 4/5        | 146        | 7e         | 19/26   | 844     | 3e       |
| 2009-2010 | 2/4        | 120        | 2e         | 8/10    | 354    | 1er      | 4/6       | 173       | 8e        | 5/5        | 163        | 2e         | 19/25   | 828     | 1er      |
| 2010-2011 | 4/4        | 188        | 1er        | 9/10    | 369    | 2e       | 6/7       | 304       | 3e        | 5/5        | 244        | 1er        | 24/26   | 1105    | 2e       |
| 2011-2012 | 3/3        | 108        | 3e         | 10/10   | 378    | 2e       | 8/8       | 348       | 2e        | 5/5        | 218        | 2e         | 26/26   | 1035    | 2e       |
| 2012-2013 | 1/3        | 43         | 25e        | 8/10    | 315    | 2e       | 7/8       | 287       | 2e        | 4/5        | 182        | 2e         | 20/26   | 827     | 2e       |
| 2013-2014 | 2/2        | 84         | 1er        | 7/9     | 240    | 6e       | 6/8       | 217       | 7e        | 3/3        | 101        | 3e         | 18/22   | 642     | 2e       |
| 2014-2015 | 2/3        | 114        | 3e         | 8/10    | 191    | 17e      | 7/7       | 199       | 6e        | 5/5        | 109        | 15e        | 22/25   | 613     | 9e       |
| 2015-2016 | 3/3        | 64         | 15e        | 5/9     | 183    | 14e      | 6/8       | 229       | 7e        | 4/5        | 119        | 15e        | 19/25   | 595     | 10e      |
| 2016-2017 | 1/3        | 14         | 49e        | 8/9     | 276    | 3e       | 6/9       | 249       | 5e        | 4/5        | 128        | 12e        | 19/26   | 667     | 7e       |
| 2017-2018 | 2/2        | 41         | 15e        | 3/8     | 106    | 24e      | 3/7       | 126       | 20e       | 2/5        | 50         | 29e        | 10/22   | 323     | 24e      |

#### Victoires
| Saison \ Épreuve | Sprint                                  | Poursuite                          | Individuel                       | Mass start                                 | Total |
| 2007-2008        | Pyeongchang Holmenkollen                | Khanty-Mansiïsk                    | Pokljuka Ostersund (Ch du monde) | Ostersund (Ch du monde)                    | 6     |
| 2008-2009        | Östersund Hochfilzen Antholz-Anterselva | Hochfilzen Khanty-Mansiïsk         |                                  |                                            | 5     |
| 2009-2010        | Ruhpolding                              | Hochfilzen                         | Östersund Vancouver (J.O)        | Ruhpolding                                 | 5     |
| 2010-2011        | Östersund Fort Kent                     | Fort Kent Holmenkollen             | Östersund Ruhpolding             | Khanty-Mansiïsk (Ch du monde) Holmenkollen | 8     |
| 2011-2012        | Nové Město                              | Hochfilzen                         |                                  | Holmenkollen Khanty-Mansiïsk               | 4     |
| 2012-2013        | Nové Město (Ch. du monde)               | Pokljuka Nové Město (Ch. du monde) |                                  |                                            | 3     |
| 2013-2014        | Oberhof                                 | Oberhof Ruhpolding                 | Ruhpolding                       | Sotchi (J.O)                               | 5     |
| 2014-2015        |                                         | Pokljuka                           | Östersund                        |                                            | 2     |
| Total            | 11                                      | 12                                 | 8                                | 7                                          | 38    |

## Palmarès en ski de fond

### Coupe du monde
- Meilleur classement général : 130e en 2012.
- Meilleur résultat : 15e pour sa seule course individuelle.

### Championnats du monde junior
- Médaille de bronze du dix kilomètres libre en 2005.